# Bergtagen (roman)
Bergtagen (tyska: Der Zauberberg) är en roman av Thomas Mann som påbörjades 1913, slutfördes 1924 och då publicerades i två volymer av S. Fischer Verlag. Romanens första svenska upplaga publicerades ursprungligen 1929 i två volymer som var översatta av Karin Boye.
Thomas Mann använder sig av den traditionella bildningsromanens form i ironisk tappning. Under tillkomsttiden ändrade sig Manns världsbild betydligt; särskilt första världskriget ledde till många omprövningar. Romanen utvecklades till en skoningslös uppgörelse med de attityder och tankemönster som ledde fram till världskriget. 

## Handling

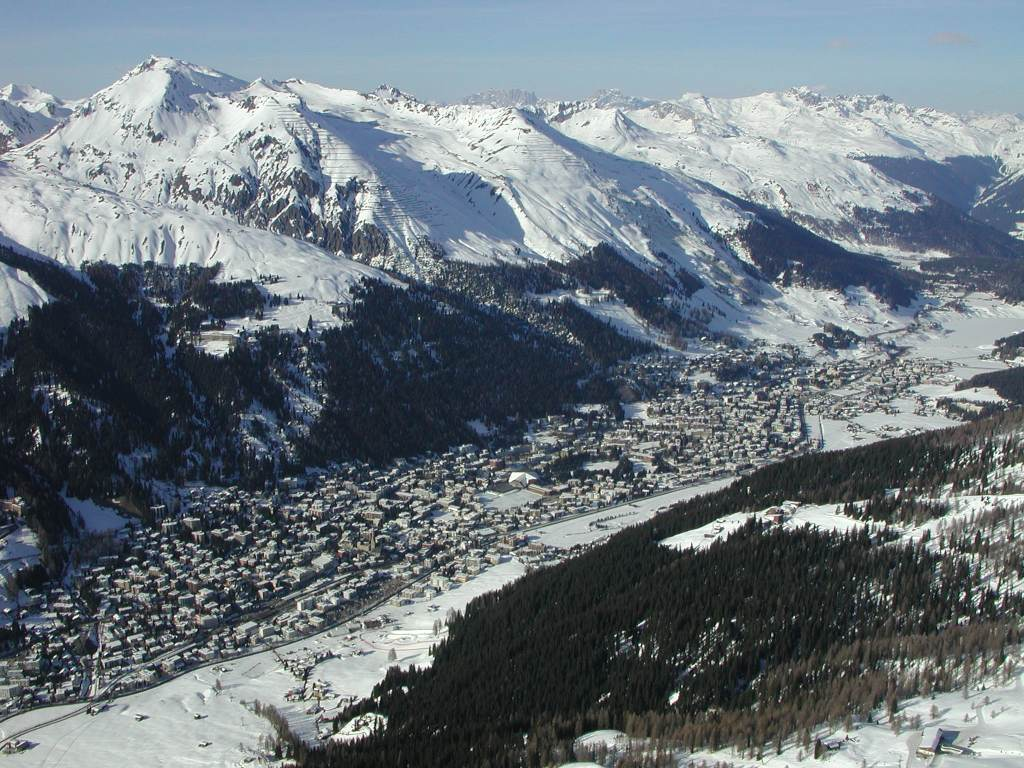
Romanen utspelar sig i bergstrakterna kring Davos.

Romanen handlar om den unge tyske borgarsonen Hans Castorp som kommer till det luxuösa sanatoriet "Berghof" i Davos för att besöka sin sjuke kusin. Det visar sig att bli ett mycket långt besök efter att läkaren Hofrat Behrens konstaterat att även Hans Castorp är sjuk i tuberkulos. Han blir kvar i sju år. På höglandet får han ett helt annat perspektiv på livet "därnere" och kommer in i en annan tideräkning. Han lär sig mycket av frimuraren och författaren Settembrini och blir förälskad i Claudia Chauchat.

## Galleri

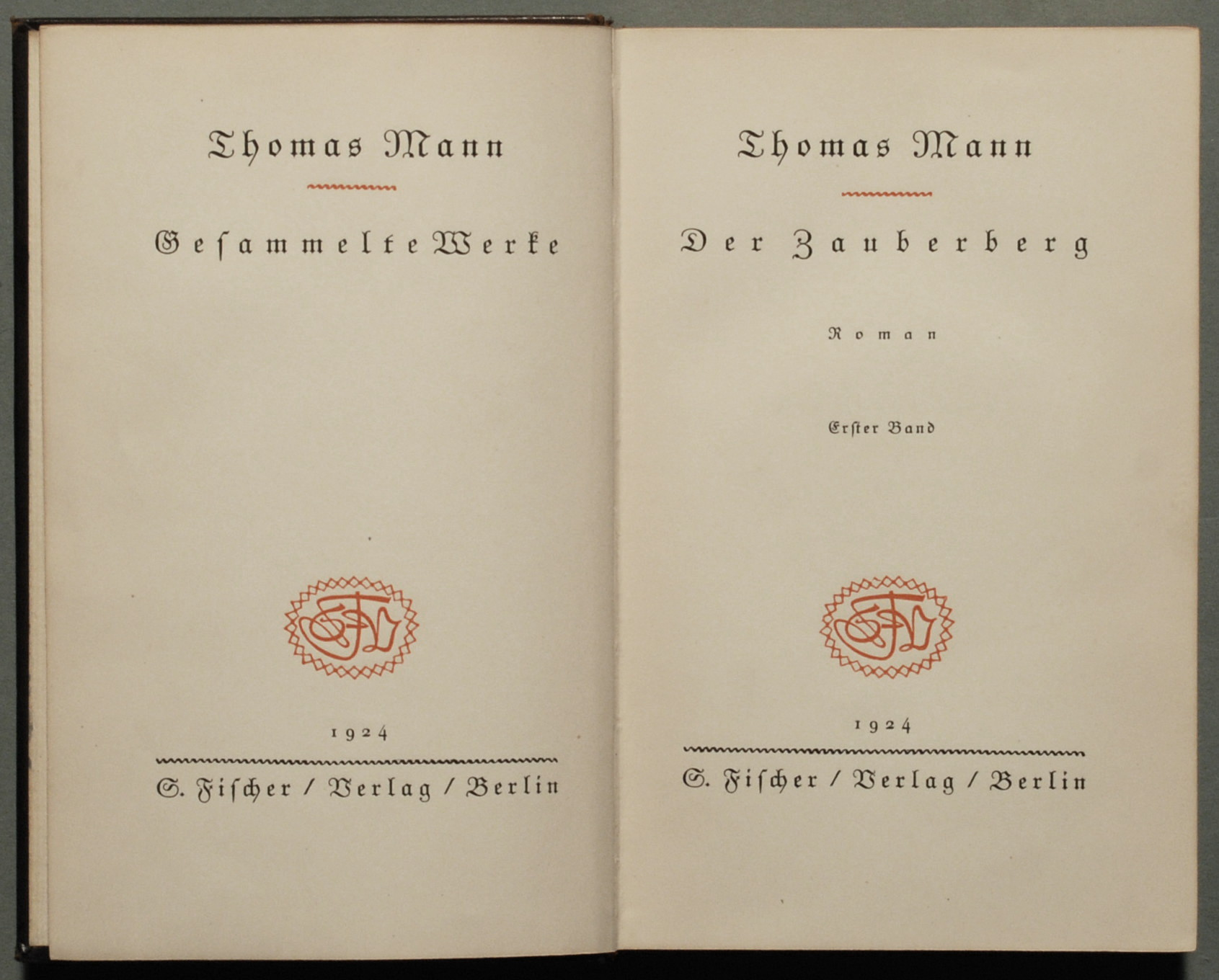
Titelsidan till första utgåvan.